# 足尾本山站
足尾本山站（日语：／ Ashio-honzan eki */?）曾經是一個位於栃木縣上都賀郡足尾町本山（現時日光市足尾町本山），屬於東日本旅客鐵道（JR東日本）足尾線的鐵路車站（廢站）。1914年啟用以來曾經為貨物專用站。1973年（昭和48年）足尾銅山閉山以後，以DE10型+Toki 25000型+車掌車繼續運行貨物列車。

## 相鄰車站
東日本旅客鐵道
足尾線（廢站）
間藤－足尾本山